# Karl Lachmann
Karl Konrad Friedrich Wilhelm Lachmann (Braunschweig, 1793. március 4. – Berlin, 1851. március 13.) német filológus.

## Életútja
Berlinben 1825-től a klasszikus és germán filológia tanára és 1830-tól a tudományos akadémia tagja volt. Előbb (1816–1818) gimnáziumi és 1818-tól egyetemi tanár volt Königsbergben. Sokoldalú, éles elméjű tudósként ismerték, aki főleg a szövegkritika terén kitűnő sikerrel működött, úgyhogy görög, latin és ónémet kiadásai e szakok legértékesebb alapművei közé tartoznak. Azonkívül a filológia egész körére kiterjedő kisebb tanulmányaiban a tudomány számos vitás kérdését tisztázta és döntötte el. A klasszikus filológia terén legkiválóbb munkái Propertius- (1816), Catullus- (1829), Tibullus- (1829), Babriosz- (1845) és Gajus-kiadásai (1841), melyekhez az Újszövetség (1831) és a római földmérők (1848–52) kitűnő kiadásai járulnak. Az eposz eredetére és történetére vonatkozó elméletét tartalmazza Betrachtungen über die Ilias (1847) c. nagy hatású könyve. A germán filológia terén ő a szigorú tudományos rendszer megalapítója. Legfontosabb kiadásai: a Nibelung-ének (1826); Walther von der Vogelweide (1827); Iwein (1827); Wolfram von Eschenbach (1833); Gregorius (1838); Ulrich von Lichtenstein (1841), melyek mintaszerűek és korszakot alkotnak a német filológia történetében. Kisebb dolgozatai közül legnagyobb hatással volt a német nemzeti eposz keletkezésével foglalkozó tanulmánya: Über die ursprüngliche Gestalt des Gedichtes von der Nibelunge Not (1816), melyben dal-elméletét kifejtette. A Nibelung-éneket szerinte egy ismeretlen és tehetségtelen író a 13. század első tizedében 20, még ma is felismerhető dalból tákolta össze; az eposz eredeti szövegét legjobban a müncheni kézirat (A) tartotta fönn. E nézete haláláig általánosan elfogadott volt, azonban 1851-től mind erélyesebben és sűrűbben léptek fel ellene és a század végére már megcáfoltnak tekintették. Ezen munkája megjelenésekor lényegesen hozzájárult a tudomány fejlődéséhez. Kisebb dolgozatai (Kleine Schriften 1876, 2 köt.) közül legfontosabbak a metrikára vonatkozók. A klasszikus filológia biztos módszerét alkalmazta kitűnő Lessing-kiadásában (1838–40, 13 köt.) is, mely egy modern írónak első tudományos kiadása Németországban. Szépen fordította németre Shakespeare szonettjeit (1820) és Macbethjét (1829) is. A berlini akadémiában Jacob Grimm mondott róla emlékbeszédet; életét megírta Hertz (1851); levelezését legjobb barátjával és társával, Moritz Haupttal, Vahlen adta ki (1892). Mint ember is férfias, erélyes, hajthatatlan és igaz volt; mint tudós és tanár egyike a legjobbaknak, akit számos tanítványai rendkívül tiszteltek és szerettek. Tévedései és túlzásai is nagy hasznot hajtottak a tudománynak, melynek történetében a legelső helyek egyikét foglalja el.